# Prismă endecagonală
În geometrie prisma endecagonală este o prismă cu baza endecagonală. Este un tip de tridecaedru cu 13 fețe, 33 de laturi și 22 vârfuri. Având 13 fețe este un tridecaedru.

## Ca poliedru semiregulat (sau uniform)
Dacă fețele sunt toate regulate, prisma endecagonală este un poliedru semiregulat, mai general, un poliedru uniform, fiind a noua într-un set infinit de prisme formate din fețe laterale pătrate și două baze poligoane regulate. Are simbolul uniform U76i. Poate fi văzut ca un hosoedru endecagonal trunchiat, reprezentat de simbolul Schläfli t{2,11}. Alternativ, poate fi văzut ca produsul cartezian al unui endecagon regulat și al unui segment și reprezentat prin produsul {11}×{}. Dualul unei prisme endecagonale este o bipiramidă endecagonală.
Grupul de simetrie al unei prisme endecagonale drepte este D11h de ordinul 44. Grupul de rotație este D11 de ordinul 22.

## Formule
Ca la toate prismele, aria totală A este de două ori aria bazei (Ab) plus aria laterală, iar volumul V este produsul dintre aria bazei și înălțimea (distanța dintre planele celor două baze) h.
Pentru o prismă cu baza endecagonală regulată cu latura a, aria A are formula:
{\displaystyle A=2A_{b}+11ah=2{\frac {11}{4\tan {\frac {\pi }{11}}}}\,a^{2}+11ah\approx 18,731280\,a^{2}+11ah}
Pentru a = 1 și h = 1 aria este ≈ 29,731280.
Formula volumului V este: 
{\displaystyle V=A_{b}h={\frac {11}{4\tan {\frac {\pi }{11}}}}\,a^{2}h}
Pentru a = 1 și h = 1 volumul este ≈ 9,365640.

## Poliedre înrudite
| Familia prismelor n-gonale uniforme | Familia prismelor n-gonale uniforme | Familia prismelor n-gonale uniforme | Familia prismelor n-gonale uniforme | Familia prismelor n-gonale uniforme | Familia prismelor n-gonale uniforme | Familia prismelor n-gonale uniforme | Familia prismelor n-gonale uniforme | Familia prismelor n-gonale uniforme | Familia prismelor n-gonale uniforme | Familia prismelor n-gonale uniforme | Familia prismelor n-gonale uniforme | Familia prismelor n-gonale uniforme | Familia prismelor n-gonale uniforme |
| Denumirea prismei                   | Prismă digonală                     | Prismă triunghiulară                | Prismă tetragonală                  | Prismă pentagonală                  | Prismă hexagonală                   | Prismă heptagonală                  | Prismă octogonală                   | Prismă eneagonală                   | Prismă decagonală                   | Prismă endecagonală                 | Prismă dodecagonală                 | ...                                 | Prismă apeirogonală                 |
| ----------------------------------- | ----------------------------------- | ----------------------------------- | ----------------------------------- | ----------------------------------- | ----------------------------------- | ----------------------------------- | ----------------------------------- | ----------------------------------- | ----------------------------------- | ----------------------------------- | ----------------------------------- | ----------------------------------- | ----------------------------------- |
| Imagine                             |                                     |                                     |                                     |                                     |                                     |                                     |                                     |                                     |                                     |                                     |                                     | ...                                 |                                     |
| Pavare sferică                      |                                     |                                     |                                     |                                     |                                     |                                     |                                     |                                     |                                     |                                     |                                     | Pavare plană                        |                                     |
| Config. vârfului                    | 2.4.4                               | 3.4.4                               | 4.4.4                               | 5.4.4                               | 6.4.4                               | 7.4.4                               | 8.4.4                               | 9.4.4                               | 10.4.4                              | 11.4.4                              | 12.4.4                              | ...                                 | ∞.4.4                               |
| Diagramă Coxeter                    |                                     |                                     |                                     |                                     |                                     |                                     |                                     |                                     |                                     |                                     |                                     | ...                                 |                                     |